# 旧大安渓橋
旧大安渓橋（きゅうだいあんけいきょう、舊大安溪橋）は台湾中部、台中市大甲区の大安渓に架かる廃止された鉄道道路併用橋。
元は台湾鉄路管理局海岸線の鉄道橋かつ縦貫道路（戦後の台湾省道台1線）の道路橋であり、大安渓河口部付近で大甲地区の南北を連絡していた。1987年に役目を終えて廃止されると、文化資産登録を経てサイクリングロードとして再生されることになった。鉄道橋としては大安渓上流にある同じく文化資産となっている台中線旧線（旧山線）の橋梁と区別するために、新旧とも「下大安渓橋」と俗称される。

## 沿革

### 戦前
日本統治時代の台湾では、縦貫線全通後に急勾配区間を経由する台中線のバイパスとして海岸線が計画され、高低差こそ少ないものの、清水駅以北では後龍渓、大安渓、大甲渓などの大河川に架橋が必要だった。日南駅と大甲駅の間を横切る大安渓を跨ぐこの橋のうち、鉄道橋の部分は鹿島精一擁する鹿島組）が北側（第二工区）、および澤井市造擁する澤井組が南側（第一工区）の工事をそれぞれ請け負い、1920年（大正9年）6月15日に起工され、1921年（大正10年）5月15日に竣工した。海岸線はその翌年（1922年）10月11日に竹南まで全通した。
道路橋部分は13年後となる1934年（昭和9年）10月25日に完工し、12月に開通した。
施工は住吉組が担った。

### 戦後
日本統治時代は南北縦貫交通において重要な役割を果たした。戦後も1960年代になると鉄道・道路とも交通量が増加し、老朽化に加えて拡張性に難があることから継続使用には堪えられないと判断され、先行して架け替えられる道路橋は1974年6月に着工された。台湾省公路局（交通部公路総局の前身）により下流側に全長985メートルの新大安渓橋が建設され、1975年12月1日に開通すると、台1線は新橋に移行し、鉄道専用橋となった。
1978年の西部幹線電化に伴い、本橋を含む海岸線は5月末に電化工事が完了し、橋上には架空電車線と架線柱が増設された。
その後、台鉄の五大橋梁再建事業（zh）で鉄道橋も架け替えが決定し、4億9,915万ニュー台湾ドルを投じて上流側に架設された全長995メートルの新たな橋は1987年1月20日に開通した:844頁。これにより鉄道道路併用橋として機能してきた本橋はその役割を終え、廃線となった。

#### 廃止後
2004年7月の七二水災により橋脚2本が流失するし、橋面も落下したため途中で寸断されてしまうことになった。
2006年、台中県政府での審議により、この橋は日本統治時代の橋梁建設技術が見証でき、芸術性も兼ね備えた橋脚構造など台湾での交通の発展過程を見証するうえでの高い歴史的意義があるとみなされ、県の文化資産（歴史建築）に登録された。その後、2010年の県市合併と直轄市昇格により（新）台中市の名義となった。
自転車製造大手ジャイアント・マニュファクチャリングの拠点でもある当地では、自転車道への転用など再活用の議論が続けられ、台中市政府文化局は1.15億ニュー台湾ドルを投じて修復事業に着手した。
2018年1月16日に修復事業の起工式典が催され、2021年8月12日に修復が完了したが、2004年の水害で寸断された場所は途切れたままとなっている。
市政府では引き続き、寸断された桁を連結し、サイクリングロードとして再生する意向を表明している。
一部報道では「台湾で唯一保存されている鉄道道路併用橋」とされているが、宜蘭県の歴史建築「旧蘭陽大橋」や、道路橋としては現役の西螺大橋などがあるため、国内唯一という称号は誤りで、正しくは市内唯一である。

### 災害
1963年9月11日、台風による水害で第32-35号橋脚が断裂し、橋桁も損傷し、11日後に復旧した:57-60頁。2004年の水害では第23-25号橋脚が流失し、橋は南北で分断された:61-63頁。
1935年の新竹・台中地震や1999年の921地震では目立った被害はなかった:44-46頁。

## 構造
西（下流）側の台1線大安渓橋と東（上流）側の海岸線現行橋梁に挟まれている。全長は916メートルで47本の橋脚を有している。海岸線の新橋梁とは20メートルも離れておらず、上部構造はプレートガーダー、下部構造は石積みの外層と、内層部に礫とコンクリートを混合した鉄筋コンクリートの橋脚、いわゆる石工橋で、外層部の石積みは細微に作り込まれている。大安渓の河床で採取された砂岩を原料とし、石材として優質で色艶があり、質樸な美感があるこの退役した橋脚は、旧台中県内で現存する最も優れた石造の橋脚とされている。
鉄道橋の桁は現存しないが、幅約3尺（約0.9メートル）の歩道が併設され:105,111頁、道路橋は鉄道橋の橋脚を借用する形で架設された。初期には道路と鉄道が併存し、列車と自動車が並走する場面が撮影されていた。

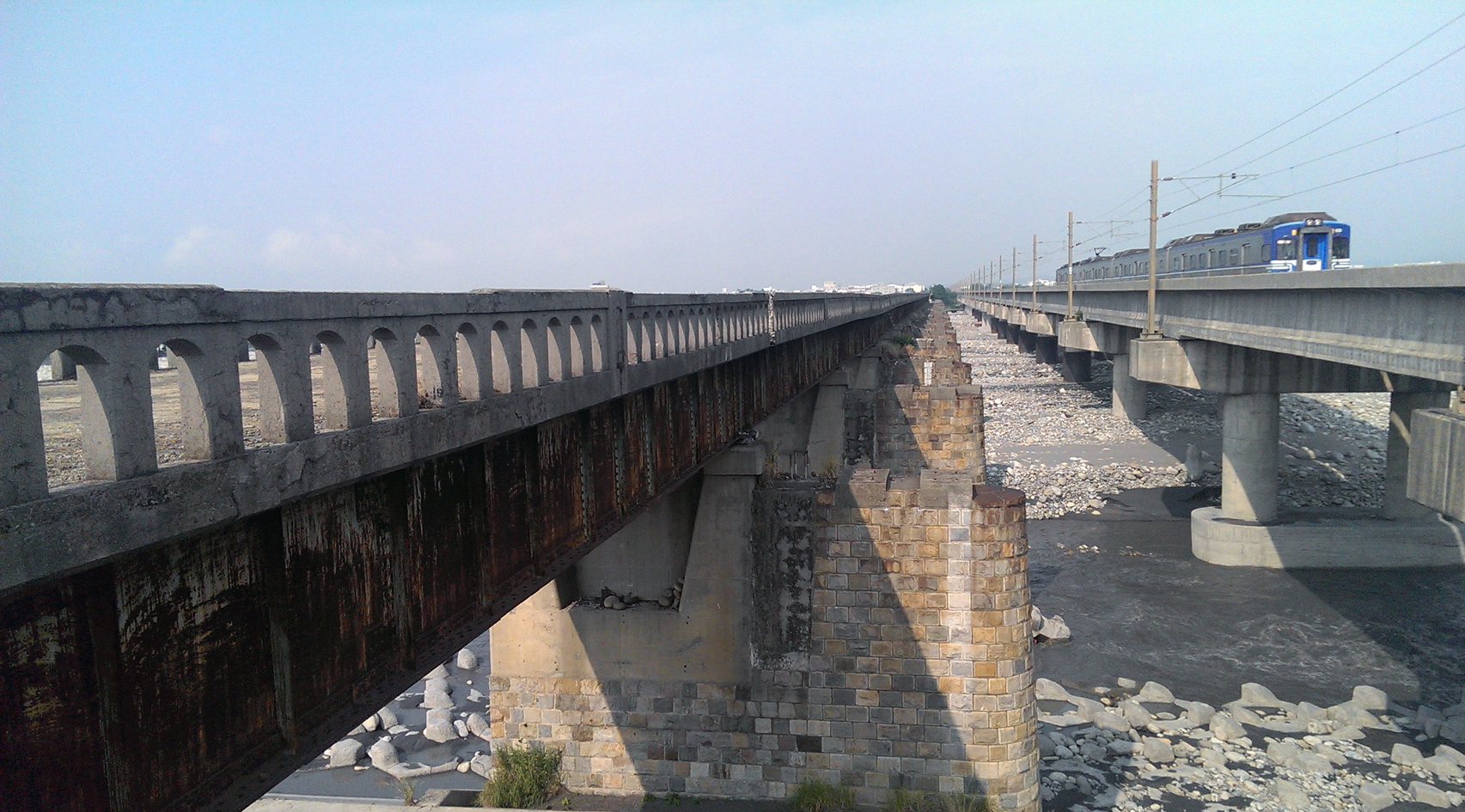
旧大安渓橋（左）と大安渓新鉄道橋（右）
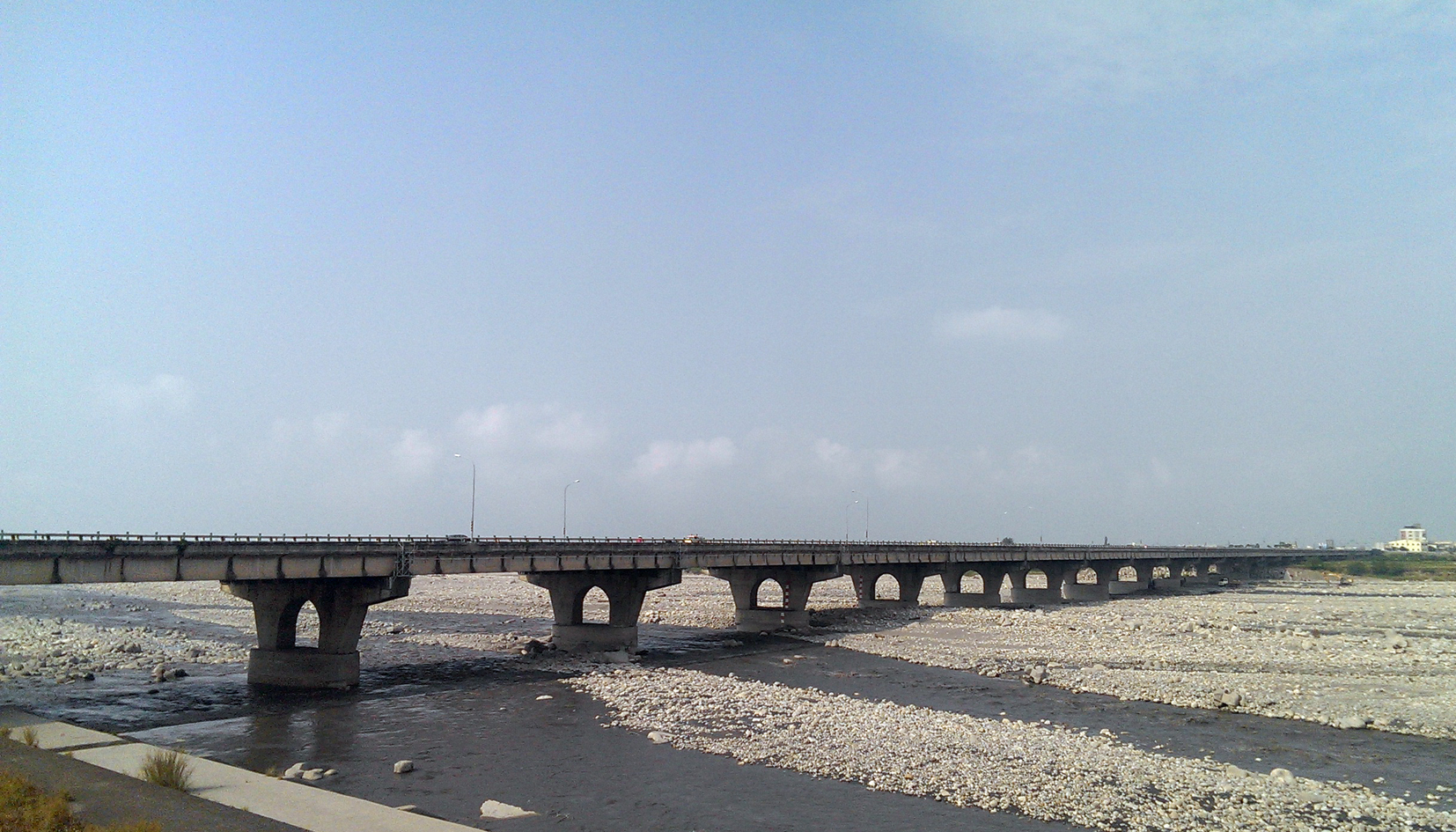
道路橋（台1線）は1975年開通の新橋に移行
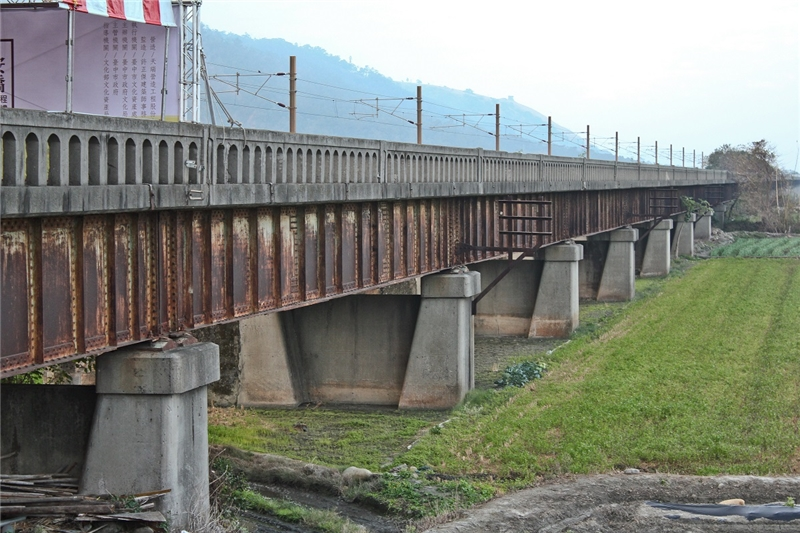
修復事業起工式典（2018年）
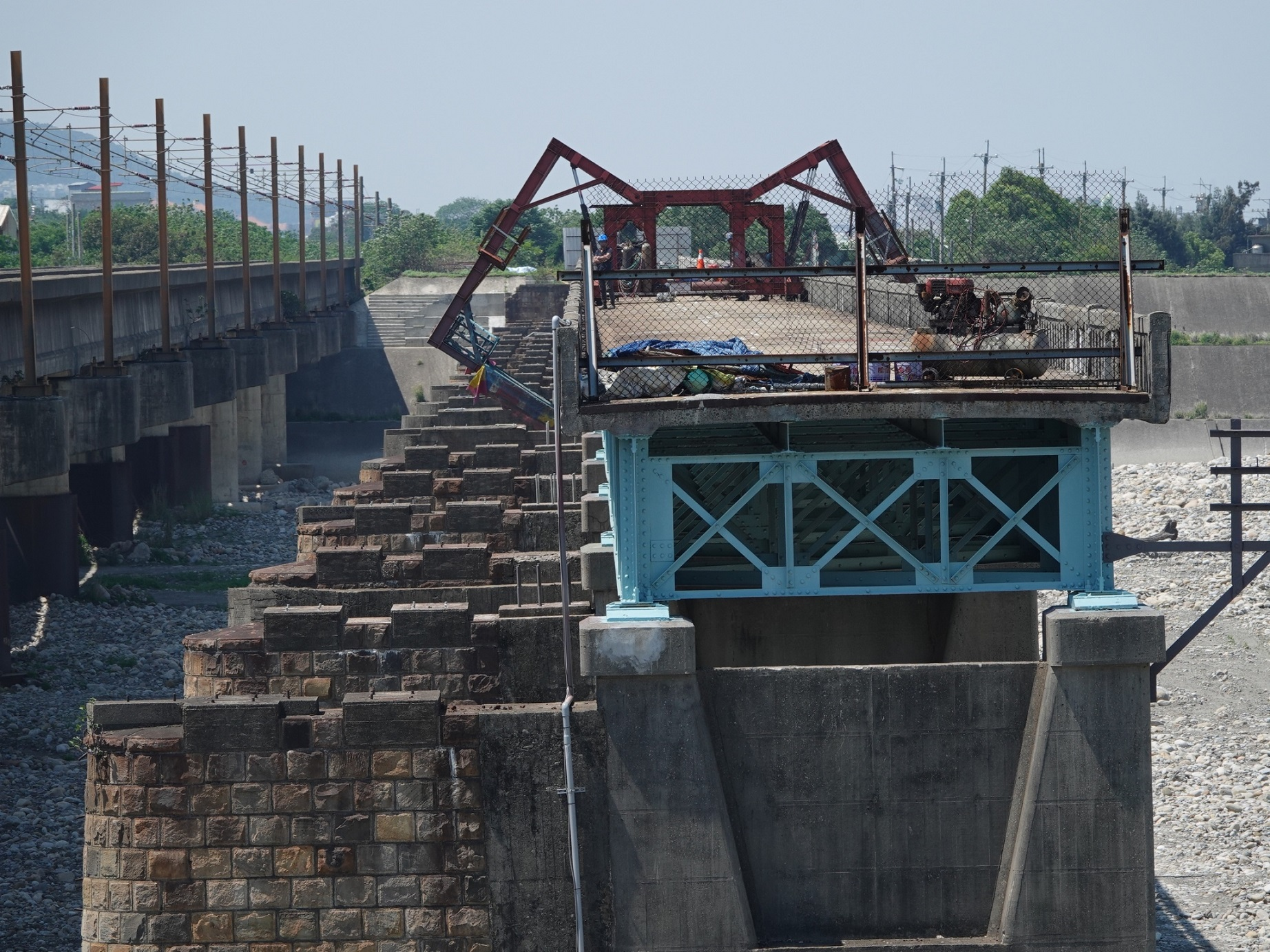
修復中に可視化された橋脚と橋面構造（2020年）
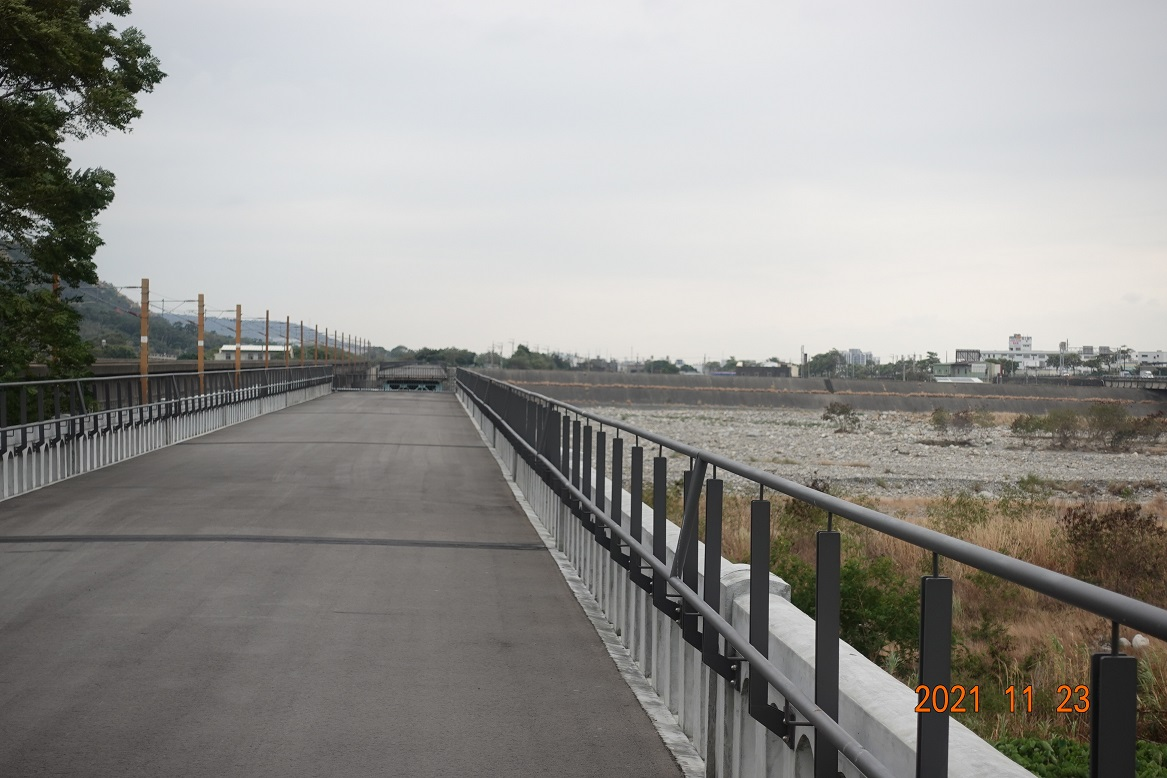
修復後の北岸側と寸断箇所（2021年）

### 註釈
1. ↑  終戦後、中華民国が接収した時点での資料では、914メートルとなっている[2]。
2. 1 2 3  台湾日日新報の紙面は中央研究院のデジタルアーカイブで題字の検索と記事の閲覧が可能[8]
3. ↑  台中線と合わせた全線の電化開業は同年10月25日[18]:54頁。
4. ↑  日南 - 大甲間は単線だが、新しい下大安渓橋は複線分の空間を有し、西側のみが使用されている[20]:844。また、台鉄統計年報では1987年6月20日となっている[21]。
5. ↑  総督府鉄道年報では4尺（約1.2メートル）[33]。